# Augustin Bernard-François Le Goazre de Kervélegan
Augustin Bernard-François Le Goazre de Kervélegan (Quimper, 17 de setembre del 1748 - Saint-Yvi, 24 de febrer del 1825) fou un dels diputats dels Estats Generals de França, elegit pel departament de Finisterre, que el 20 de juny de 1789 van ser presents al Jurament del Jeu de Paume.